# 海南河流列表
海南河流，指海南省的河流，主要集中在海南岛。由於海南岛地势中部高四周低，较大河流多发源于中部山区，形成辐射状水系。全岛独流入海的河流共有154条，其中集水區面积超过100平方公里的有38条。南渡江、昌化江、万泉河为三大河流，其流域面积合計占全岛面积的47%。

## 主要河流列表
以下以南渡江為起點，依逆時針方向列出海南岛主要河流，括號內為出海口所屬行政區：
- 南渡江（海口市瓊山區）
  - 美舍河
  - 南谓沟
  - 三桥沟
  - 三十六曲溪
  - 南面沟
    - 高桥沟

  - 铁炉溪
  - 巡崖河
    - 昌头水
      - 杨梧溪

  - 温村水
    - 梅种河
    - 大坡峒河
      - 排井河

  - 新吴溪
    - 卜南河
      - 牛头沟

    - 百家溪
    - 东排沟
    - 同仁溪
    - 洋坡溪
    - 南淀河
      - 南甘河

    - 吉安河
    - 坎头河

  - 岭后河
  - 汶安河
    - 面前沟

  - 海仔河
    - 合流河

  - 大塘河
    - 下岭河
      - 南来溪

    - 美龙河
    - 波浪河

  - 绿现河
  - 西昌溪
  - 土岭河
  - 岭肚河
  - 南坤河
  - 石古岭河
  - 贤水
  - 荔枝河
  - 水南河
  - 石滩河
    - 番宝河
    - 番企河

  - 腰子河
    - 南利河
    - 鹿母湾河

  - 番亲河
  - 南水吉沟
  - 南尾河
  - 南湾河
    - 南春河
    - 黎办河

  - 南背小河
  - 南叉河
  - 南堂河
- 五源河
- 荣山河
  - 玉楼河
    - 老城河
- 双杨河
  - 花场河
- 池海河（臨高縣）
  - 马袅河
- 文澜江（臨高縣）
  - 加来河
  - 武郎河
  - 光吉河
  - 尧龙河
    - 木排河
- 文科河
- 光村水
  - 杨桥江
- 北门江（儋州市）
- 春江（儋州市）
- 珠碧江（儋州市）
- 昌化江（昌江縣、東方市）
- 北黎河（東方市）
- 罗带河（東方市）
- 通天河（東方市）
- 感恩河（東方市）
- 南港河（東方市）
- 白沙河（樂東縣）
- 望楼河（樂東縣）
- 宁远河（三亞市）
- 三亞河（三亞市）
- 藤桥河（三亞市）
- 深田河（陵水縣）
- 陵水河（陵水縣）
- 港坡河（陵水縣）
- 太阳河（萬寧市）
- 龍頭河（萬寧市）
- 万泉河（瓊海市）
- 文教河（文昌市）
- 寶陵河（文昌市）
- 珠溪河（文昌市）
- 南洋河（海口市）
- 五源河（海口市）

## 详细数据
下表为长度超过 50 千米之河流的各项数据。不同來源的河長數據往往會有相當程度的誤差，使用時應謹慎。
| |          |          |          |
| \| 地區顏色 \| 地區顏色 \| 地區顏色 \| 地區顏色 \| \| -------- \| -------- \| -------- \| -------- \| \| 海南北部 \| 海南西部 \| 海南南部 \| 海南東部 \| |          |          |          |
| 地區顏色 |          |          |          |
| 海南北部 | 海南西部 | 海南南部 | 海南東部 |

|     | 河川名 | 長度 (km) | 流域 面積 (km²) | 平均 流量 (m³/s) | 落差 (m) | 源頭         | 最終注入 | 流域涵蓋縣市                                                        |
| --- | ------ | --------- | --------------- | ---------------- | -------- | ------------ | -------- | ------------------------------------------------------------------- |
| 1.  | 南渡江 | 311       | 7176            | 209.0            | 703      | 白沙縣南峰山 | 瓊州海峽 | 白沙縣、瓊中縣、儋州市、澄邁縣、 定安縣、海口市瓊山區、至三聯村出海 |
| 2.  | 昌化江 | 230       | 5070            | 122.0            | 1272     | 琼中县空示岭 | 北部湾   | 瓊中縣、五指山市、樂東縣、昌江縣、 至昌化港出海                     |
| 3.  | 万泉河 | 163       | 3683            | 166.0            | 1220     | 琼中县五指山 | 南中國海 | 瓊中縣、萬寧市、瓊海市、至博鰲港出海                                |
| 4.  | 宁远河 | 90.2      | 984.7           | 18.4             | 1101     | 保亭县甘蔗山 | 南中國海 | 保亭縣、三亞市、至崖州区出海                                        |
| 5.  | 望楼河 | 87.0      | 827.0           | 13.6             | 800      | 乐东县尖峰岭 | 南中國海 | 樂東縣、至樂羅鎮出海                                                |
| 6.  | 珠碧江 | 85.5      | 1101            | 19.2             | 605      | 白沙县南高岭 | 北部湾   | 儋州市、至海頭鎮出海                                                |
| 7.  | 太阳河 | 82.5      | 576.3           | 23.8             | 876      | 琼中县飞水岭 | 南中國海 | 瓊中縣、萬寧市、至新潭村出海                                        |
| 8.  | 陵水河 | 75.7      | 1121            | 47.4             | 1059     | 保亭县峨隆岭 | 南中國海 | 保亭縣、陵水縣、至水口港出海                                        |
| 9.  | 文澜江 | 71        | 795             |                  |          | 儋州市马鞍岭 | 琼州海峡 | 儋州市、臨高縣、至博鋪港出海                                        |
| 10. | 北门江 | 62        | 653             |                  |          | 琼中县鹦歌岭 | 南中國海 | 瓊中縣、儋州市、至黃玉村出海                                        |
| 11. | 藤桥河 | 57.9      | 705.5           | 18.3             | 1284     | 保亭县峨月岭 | 南中國海 | 保亭縣、三亞市、至海豐村出海                                        |
| 12. | 文教河 | 56        | 522             |                  |          | 瓊山區樹德頭 | 南中國海 | 海口市瓊山區、文昌市、至清瀾港出海                                  |
| 13. | 春江   | 54        | 550             |                  |          | 儋州市高石岭 | 北部湾   | 儋州市、至新州鎮出海                                                |